# William B. Hartsfield

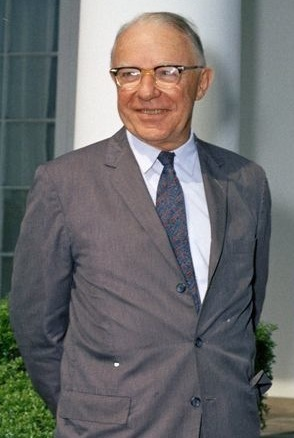
William B. Hartsfield (1961)

William B. Hartsfield (* 1. März 1890 in Atlanta; † 22. Februar 1971 ebenda) war ein US-amerikanischer Politiker der Demokratischen Partei und mit einer kurzen Unterbrechung von 1937 bis 1961 Bürgermeister von Atlanta. Er gilt als einer der wichtigsten Bürgermeister der Stadtgeschichte.

## Leben
William Berry Hartsfield war der jüngste dreier Söhne des Charles Green Hartsfield und dessen Frau Victoria Dagnall Hartsfield. Er absolvierte weder die High School, noch studierte er. Mit 25 Jahren wurde er Angestellter einer Anwaltskanzlei. Er eignete sich autodidaktisch das nötige Wissen über die Rechtswissenschaften an und bestand 1917 das Juristische Staatsexamen. 1921 gründete er seine eigene Anwaltskanzlei.
Seine politische Karriere begann 1922 mit seiner Wahl zum Stadtrat Atlantas. Eines seiner ersten und wichtigsten politischen Themen war der Luftverkehr, der zu dieser Zeit noch in seinen Kinderschuhen steckte. Hartsfield hielt Flugzeuge für die Zukunft Atlantas und setzte sich vigorös für ihre staatliche Förderung ein. Er war maßgeblich an der Gründung des ersten Flughafens der Stadt beteiligt und wurde nach seiner Wiederwahl im Jahr 1925 Vorsitzender des Flugausschusses des Stadtrates. Ihm wird zugeschrieben, Atlanta als führendes Flugzentrum etabliert zu haben. 1928 trat er nicht erneut zur Wahl an und fokussierte sich stattdessen auf seine Anwaltspraxis. Hartsfield wurde 1932 in das Repräsentantenhaus von Georgia gewählt, wo er erneut Vorsitzender des Flugausschusses wurde.
1936 besiegte Hartsfield den Amtsinhaber James L. Key bei der Wahl zum Bürgermeister Atlantas. Dieses Amt würde er fast ein Vierteljahrhundert bekleiden. Seine erste Amtszeit war noch von der Erholung aus der Großen Depression geprägt. Er setzte einen Sparsamkeitskurs ein und führte so die Stadt allmählich aus der hohen Verschuldung, die sich während der Weltwirtschaftskrise angehäuft hatte. 1940 verlor er seine Wiederwahl gegen Roy Le Craw, der in Zuge des Eintritts der Vereinigten Staaten in den Zweiten Weltkrieg 1941 vom Bürgermeisteramt zurücktrat, um im Militär zu dienen. Hartsfield gewann im folgenden Jahr die special election und wurde erneut Bürgermeister Atlantas, als der er die Stadt durch den Zweiten Weltkrieg führte. Unter seiner Führung wurde Atlanta 1952 um einige seiner Vororte erweitert. Hartsfield wurde 1951 Vizepräsident und später Präsident der American Municipal Association, in der US-amerikanische Bürgermeister ihre Arbeit koordinieren.
In der Nachkriegszeit begann Hartsfield, das System der Rassentrennung in Atlanta Stück für Stück abzubauen. Er erhoffte sich, so die Stimmen der Afroamerikaner zu gewinnen. Diese konnten erst seit kurzem – seit der Abschaffung des White-Primaries-Systems 1946 – an Wahlen im Süden teilnehmen. Seine Strategie war größtenteils erfolgreich: Hartsfield wurde mehrfach mit den Stimmen der Schwarzen Atlantas wiedergewählt. Im Gegensatz zu Städten wie Birmingham erlebte Atlanta keine größeren Bürgerrechtsproteste. Die Rassentrennung an Schulen wurde in der Stadt 1961 abgeschafft, also sieben Jahre nach dem Fall Brown v. Board of Education – ohne, dass es wie in Little Rock zu einer größeren Krise kam. Für viele wurde die Stadt zu einem Ort, der „für Hass keine Zeit“ habe (englisch A City Too Busy to Hate).
Hartsfield trat 1961 nicht erneut zur Wahl an. Seine Amtszeit endete damit 1962 und war die längste der Stadtgeschichte. Er arbeitete daraufhin als Unternehmensberater und verstarb 1971. Kurz nach seinem Tod wurde der von ihm mitbegründete Flughafen von Atlanta nach ihm zum „William B. Hartsfield Atlanta International Airport“ benannt. Heute trägt der Flughafen in Ehren von Hartsfield Nachfolger Maynard Jackson den Namen „Hartsfield–Jackson Atlanta International Airport“.
Hartsfield hatte 1913 Pearl Williams geheiratet, mit der er einen Sohn und eine Tochter hatte. Sie ließen sich 1962 scheiden. Im selben Jahr heiratete Hartsfield Tollie Bedenbaugh Tolan.